# 宗周 (人物)
宗周（1496年—？），字维翰，號履菴，明朝兴化人，明朝文人、政治人物。后七子之一宗臣之父。

## 生平
生于弘治九年丙辰正月二十四日戌時。嘉靖十年（1531年）中式辛卯科應天府鄉試举人，初任山东金鄉縣知縣，升四川叙州府通判，广东肇庆府同知，入为南京刑部郎中，官至马湖府知府。著有《就正录礼记会要》，是编於先王之制、先圣之言多以意断制，悬定是非。其义皆不考於古，其体亦近於语录，颇不雅驯。

## 家族
父宗献章，號逸轩，母邵氏。娶徐氏，子宗臣（進士、吏部主事）、宗原。弟宗召、宗皋、宗伊、宗傅。